# Wolf Péter (zeneszerző)
Wolf Péter (Budapest, 1947. június 21. –) Erkel Ferenc-díjas magyar zeneszerző, dzsesszzongorista. Wolf Kati énekesnő édesapja.

## Pályafutása
1969-ben billentyűsként csatlakozott az Ex Antiquis együtteshez, amelynek szólistája Hacki Tamás füttyvirtuóz volt. Közismert, sikeres zeneszerző; írt táncdalokat, dalokat, televíziós és filmzenéket, hangszeres versenyműveket, balettzenét és kórusműveket. Hangszerelései, átdolgozásai számos lemezen megjelentek. Hangszerelői virtuozitását többek között a Liszt Ferenc Kamarazenekar koncertjein és lemezein élvezhetjük. Ő hangszerelte Isaac Stern “Kreisler” CD-jét. A dublini Eurovíziós Fesztivál többszörösen meghívott karmestere. Az ex Antiquis koncertprogramjának és lemezeinek hangszerelője. Nemcsak virtuóz zenész, de kiváló színpadi előadó is.

### Tanulmányai
- Bartók Béla Zeneművészeti Szakiskola Jazz-zongora tanszak
- Zeneakadémia Jazz-zeneszerzés tanszak

### Művei
Táncdalok
- Most kéne abbahagyni[5]
- Sziklaöklű Joe[6]
- Bús szívből énekelni
- Könnyű, mint az 1X1
- Várj
- Elsöpri a szél

Dalok
- Ave Maria ISWC T-007.010.189-1

Tv-, és filmzenék
- Tündér Lala (1976)
- Pityke (1979)
- Vuk (1981)
- Gyilkosság két tételben (1989)
- Öregberény (1993)

Ezenkívül írt versenyműveket zongorára, oboára, fuvolára, hegedűre valamint balettzenét. Foglalkozik hangszereléssel, átdolgozással.

## Díjak
- Fényes Szabolcs-díj (1995)
- Pro urbe Szentendre (2001)
- Erkel Ferenc-díj (2005)
- Artisjus-díj (2010)
- Artisjus Életműdíj (2018)[7]